# Barcina de los Montes
Barcina de los Montes, también conocido como Barcina, es un antiguo municipio de Castilla la Vieja, hoy comunidad autónoma de Castilla y León, en la provincia de Burgos (España). Está situada en la comarca de Bureba y en la actualidad depende del Ayuntamiento de Oña.

## Geografía

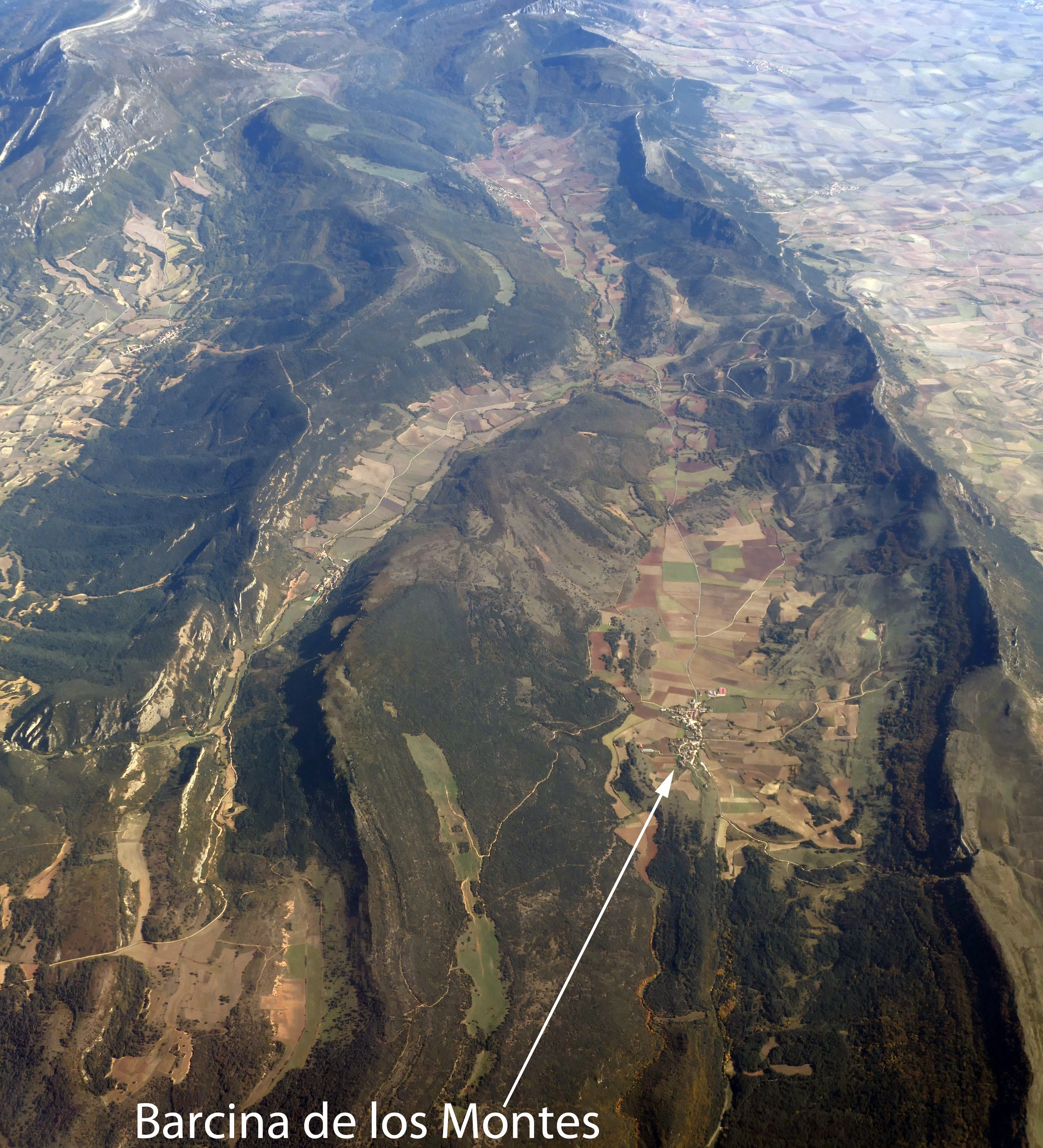
Vista aérea

Al este de la villa de Oña en el valle formado por el arroyo de su nombre, afluente del río Oca por su margen derecha ya en su tramo final antes de su desembocadura en el río Ebro. Este valle se sitúa al norte de La Bureba y sur de Las Merindades, vertiente mediterránea entre la sierra de Oña y la sierra de la Llana, ambas forman parte del Espacio Natural de Montes Obarenes.
Junto a las localidades de Penches al oeste, La Aldea al este; Villanueva de los Montes y Ranera al norte atravesando el Cerro de San Miguel (1053).

## Historia

### Antigüedad
Cerca de la localidad de Barcina de los Montes fueron halladas tres aras de la tribu de los autrigones, quienes habitaban estas tierras en la época de la República romana. Estas aras, latinizadas, hacen referencia al dios autrigón Vurovio, del cual proviene el actual nombre de la región de La Bureba.

### Antiguo Régimen
Barcina era una villa perteneciente a la Merindad de Cuesta-Urria, en el partido de Castilla la Vieja en Laredo, con doble jurisdicción, de realengo en la merindad y de abadengo ejercida por el monasterio de San Salvador cuyo abad es su alcalde ordinario.

### sigloXIX
A la caída del Antiguo Régimen queda constituida como ayuntamiento constitucional del mismo nombre en el partido Briviesca, región de Castilla la Vieja, que en el censo de la matrícula catastral contaba con 15 hogares y 54 vecinos. 

### sigloXX
Crece el término al incorporar La Aldea del Portillo de Busto y La Molina del Portillo de Busto.
Este municipio desaparece al integrarse en Oña. Las tres localidades contaban entonces con 60 hogares y 200 habitantes de derecho.

### Descripción en el Diccionario Madoz
Así se describe a Barcina de los Montes en el tomo IV del Diccionario geográfico-estadístico-histórico de España y sus posesiones de Ultramar, obra impulsada por Pascual Madoz a mediados del siglo XIX:

BARCINA DE LOS MONTES: villa con ayuntamiento en la provincia, diócesis, audiencia territorial y capitanía general de Burgos (11 leguas), partido judicial de Briviesca (4); Situada en un valle rodeado de los montes Ayal de Barcina y Encinal. Tiene 44 casas divididas en 2 barrios, (Encimero y Bajero) de un solo piso y mediana construcción; escuela de primeras letras, cuya dotación consiste en un pequeño estipendio de los alumnos que a ella concurren; una iglesia parroquial dedicada a Nuestra Señora del Rosario y servida por un cura, cuya vacante provee el abad del extinguido monasterio de San Salvador de Oña; y 2 fuentes de excelente agua que aprovechan los vecinos para su consumo doméstico y otros usos agrícolas. Confina N Villanueva de los Montes; E La aldea del Portillo; S las villas de Quintanaélez, Navas, Soto y Marcillo, llamadas vulgarmente aldeas de Bureba, y O Penches. El terreno es montuoso, poco fértil y bastante pedregoso; las aguas de las fuentes enunciadas, unidas a las de un arroyo que baja de la Molina, sirven para regar casi todo su valle, que es la parte principalmente roturada y productiva. Sus montes se hallan poblados de hayas, encinas y otros arbustos de que los moradores sacan abundante leña para su consumo y venta. Los caminos son locales, no sirviendo más que para caballerías sueltas. Producciones: trigo, cebada, maíz y legumbres; cría ganado lanar, cabrío y de cerda; y caza de perdices en abundancia. Población: 38 vecinos, 151 almas. Capital productivo: 384.010. Imponible: 32.864.
Diccionario geográfico-estadístico-histórico de España y sus posesiones de Ultramar

## Parroquia
Iglesia católica de Santa Eulalia de Mérida, dependiente de la parroquia de Oña en el arciprestazgo de Oca-Tirón, diócesis de Burgos.

## Demografía
| Gráfica de evolución demográfica de Barcina de los Montes entre 1842 y 1970 |
| |
| Población de derecho según los censos de población del INE. Población de hecho según los censos de población del INE.En estos censos se denominaba Bárcena de los Montes: 1842, 1857 y 1860. Entre el censo de 1857 y el anterior, crece el término del municipio porque incorpora a Aldea del Portillo del Busto y La Molina del Portillo de Busto. Entre el censo de 1981 y el anterior, este municipio desaparece porque se integra en el municipio Oña. |

Evolución de la población
| Gráfica de evolución demográfica de Barcina de los Montes entre 2000 y 2019 |
|                                                                             |
| Población de derecho (2000-2019) según el padrón municipal del INE          |

Después del censo de 1857, crece el término del municipio al incorporar La Aldea del Portillo de Busto.

## Personajes ilustres
- Cándido Pérez Palma (1951-): Artista pintor, grabador y escultor, nacido en Barcina de los Montes el 5 de octubre de 1951.